# Route nationale 263
Pour les articles homonymes, voir Route 263.
La route nationale 263 ou RN 263 était une route nationale française reliant Bayonne à l'échangeur n° 5 de l'A 63.Elle a été déclassée en 2006 et est devenue une voie communale appelée boulevard d'Aritxague et elle sert de pénétrante pour Bayonne et Anglet. Cette route est à 2x2 voies et la vitesse est limitée à 70 km/h.
Avant la réforme de 1972, cette portion de route faisait partie de la RN 132.